# Jacopo Giangrande
Jacopo Giangrande (Roma, 13 ottobre 1987) è un ex rugbista a 15 italiano, in carriera mediano di mischia della S.S. Lazio.

## Biografia
Jacopo Giangrande nasce a Roma e fin da ragazzino intraprende la sua carriera da giovane rugbista vestendo la maglia della S.S. Lazio a livello giovanile, finendo per non lasciarla mai più fino al 2018, anno del suo ritiro dal rugby giocato.
Nel 2006 è all'interno della rosa della Prima squadra per la stagione di Serie A 2006-07 che termina con la salvezza conquistata all'ultima giornata di campionato sul campo de I Cavalieri. Da quell'anno per le successive stagioni continua a vestire la maglia n° 9 del club in Serie A fino alla stagione 2009-10 che termina con la promozione in Eccellenza dopo i play-off, dove dalla stagione successiva 2010-11 a quella 2017-18 partecipa stabilmente al massimo campionato nazionale con l'S.S. Lazio collezionando 131 presenze ufficiali in 12 stagioni consecutive, di cui 72 (33 da titolare) in Eccellenza, diventando uno dei giocatori più rappresentativi del club.
Il 14 aprile 2018 al Centro Sportivo Polizia di Stato di Ponte Galeria a Roma gioca la sua ultima partita con la maglia della prima squadra contro le Fiamme Oro che si aggiudicano il derby romano col punteggio di 48-17.